# Alto dos Moinhos (metrostation)
Alto dos Moinhos is een metrostation aan de Blauwe lijn van de Metro van Lissabon. Het station is geopend op 14 oktober 1988.
Het is gelegen aan de kruising van de Rua Dr. João de Freitas Branco en de Avenida Lusíada.